# Nadejda Siguida
Nadejda Konstantinovna Malaksiano, de son nom de mariage Siguida (en russe : Наде́жда Константи́новна Малаксиа́но, Сиги́да), née en 1862 à Taganrog et morte le 8 novembre 1889 au bagne de la Kara (ru) en Sibérie orientale), est une révolutionnaire russe, membre de Narodnaïa Volia.

## Biographie
Nadejda Konstantinovna est née en 1862 à Taganrog (alors dans le gouvernement de Iekaterinoslav). Elle est issue d'une famille de marchands grecs célèbre dans la ville, dont le nom est mentionné dans les annales de Taganrog depuis la fin du XVIIIe siècle.
Elle achève dans les années 1880 le lycée de jeunes filles Marinski de Taganrog. Elle y a comme condisciple Maria Tchekhova, future artiste et pédagogue et sœur d'Anton Tchekhov.
Après le lycée, Nadejda Malaksiano ouvre avec une amie, Ariadnaïa Blonskaïa, une école primaire privée où elle enseigne et abrite des Narodniki. Elle devient membre de Narodnaïa Volia en 1883 et de la direction du parti à Taganrog, et est une des organisatrices d'une imprimerie clandestine en 1885, installée dans son appartement.

### Imprimerie clandestine de Taganrog
L'imprimerie fonctionne dans la clandestinité. Pour dissimuler son activité, Nadejda Malaksiano conclut en août 1885 un mariage de complaisance avec un autre membre de Narodnaïa Volia, greffier du tribunal de district, et typographe, Akim Stepanovitch Siguida (ru) (1864-1888). Travaillent aussi dans l'imprimerie O. N. Fiodorova et E. M. Trinidadskaïa. La première vit dans l'appartement en tant que cuisinière, la deuxième comme locataire.
Après des arrestations massives de membres de Narodnaïa Volia à Rostov-sur-le-Don, le matériel de l'imprimerie de Rostov, qui a été caché, est transféré à celle de Taganrog. 
Des projectiles de dynamite, fabriqués par L. F. Iassevitch dans la perspective d'un attentat contre le ministre de l'intérieur Dimitri Tolstoï y sont également cachés. Cette détention d'explosif est la cause de l'ouverture d'une instruction par le tribunal militaire.
Dans la nuit du 22 au 23 janvier 1886, l'imprimerie clandestine est perquisitionnée. Nadejda Siguida y est arrêtée. Son mari est arrêté dans une caserne, où il a été enrôlé depuis décembre 1885. Lors de la perquisition des locaux la police saisit 1 000 exemplaires du recueil de poèmes Échos de la révolution, 1 000 exemplaires des n ° 11 et 12 de La volonté du peuple et d'autres écrits et publications révolutionnaires.
Nadejda est jugée lors d'une session spéciale du Sénat avec les participants à l'imprimerie clandestine de Taganrog les 8 et 9 septembre 1887, dans le Procès du Don (Донской процесс). Elle ne reconnait que son appartenance à Narodnaïa volia, et refuse toute autre déclaration. Elle est condamnée à la peine de mort, peine commuée à la demande de sa famille en 8 ans de travaux forcés,.

### Tragédie de la Kara
Dans le bagne de la Kara, le 31 août 1889, au cours d'un mouvement de protestation contre la situation des femmes prisonnières politiques et contre la cruauté et de l'arbitraire de la part du commandant du bagne, V. Massioukov, Nadejda Siguida le gifle. Selon l'étiquette, un officier public ainsi giflé par une femme était censé être mis à la retraite[réf. nécessaire]. Ce n'est pas le cas, et Nadejda Siguida est soumise à un châtiment corporel sévère, cent coups de verges.

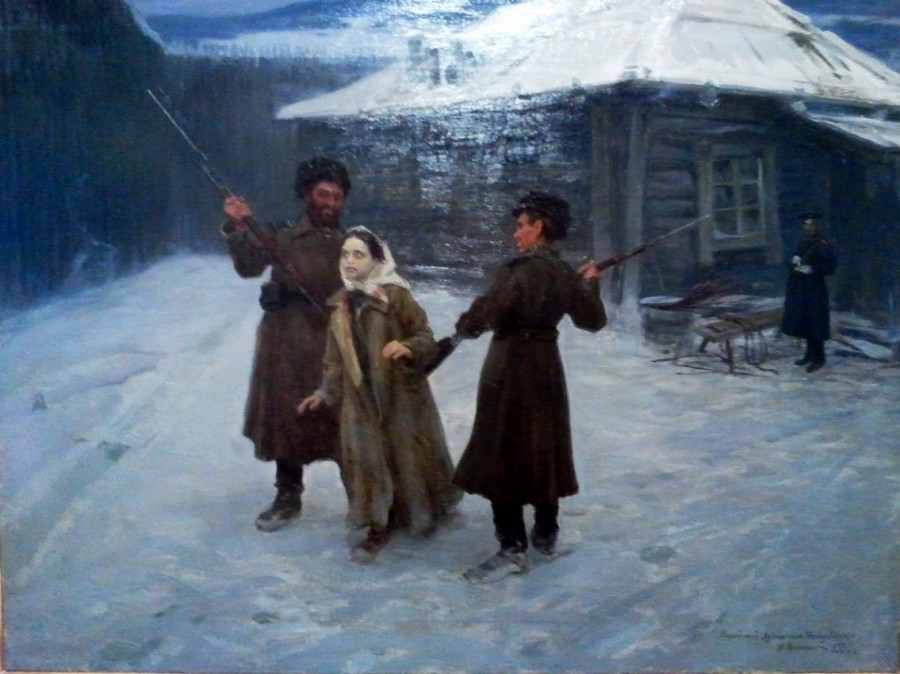
Nikolaï Kassatkine Siguida (tragédie de la Kara) (1930)

Après cette punition, elle se donne la mort, en s'empoisonnant avec une quantité importante de morphine.
Sa mort est le point de départ de la tragédie de la Kara, une tentative de suicide collective de 23 prisonniers politiques, pour protester contre l'usage de force et des châtiments corporels à l'encontre des prisonniers politiques. Dans la prison des hommes, c'est Feliks Kon (ru), futur premier secrétaire du parti communiste d'Ukraine qui en est l'initiateur. La plupart des prisonniers hommes survivent à des médicaments périmés, parfois après en avoir repris. Au total, six personnes meurent, quatre femmes, Nadejda Siguida, le 8 novembre, et Maria Kalioujnaïa, Nadejda Smirnitskaïa, Maria Kovalevskaïa, le 10 novembre, ainsi que deux hommes, Ivan Kalioujny et Sergueï Bobokhov (ru), le 16 novembre.

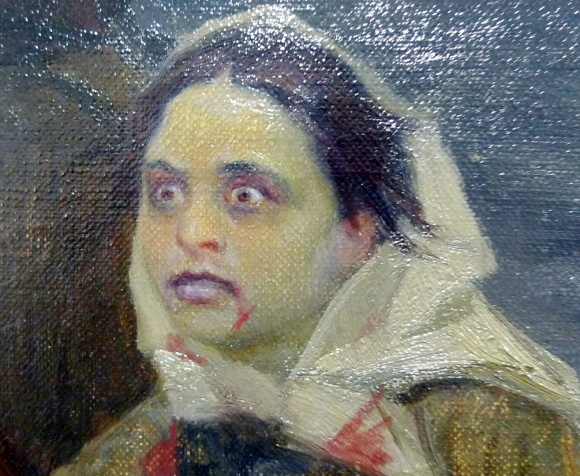
Siguida (tragédie de la Kara) - Visage de Nadejda Siguida

En 1930, l'artiste Nikolaï Kassatkine peint un tableau, Siguida (tragédie de la Kara) («Сигида (Карийская tragédie)»), consacré à cet événement. La toile veut montrer l'héroïsme et la beauté de son sacrifice.
L'écrivain Boris Akounine l'a commenté ainsi : « les gardes mènent la jeune femme, Nadejda Siguida, qui a annoncé que la flagellation équivaudrait à une condamnation à mort. Elle avance sans résistance, les bras déliés. Elle est semblable à la pannotchka de Gogol. Il y a comme du gel sur sa peau... Il y a de la suspicion et une confiance intimiste dans le rapport de l'artiste prolétarien à la mort ». Kassatkine fait une crise cardiaque au Musée de la Révolution de Moscou alors qu'il parlait du sujet de son tableau.

## Vie amoureuse

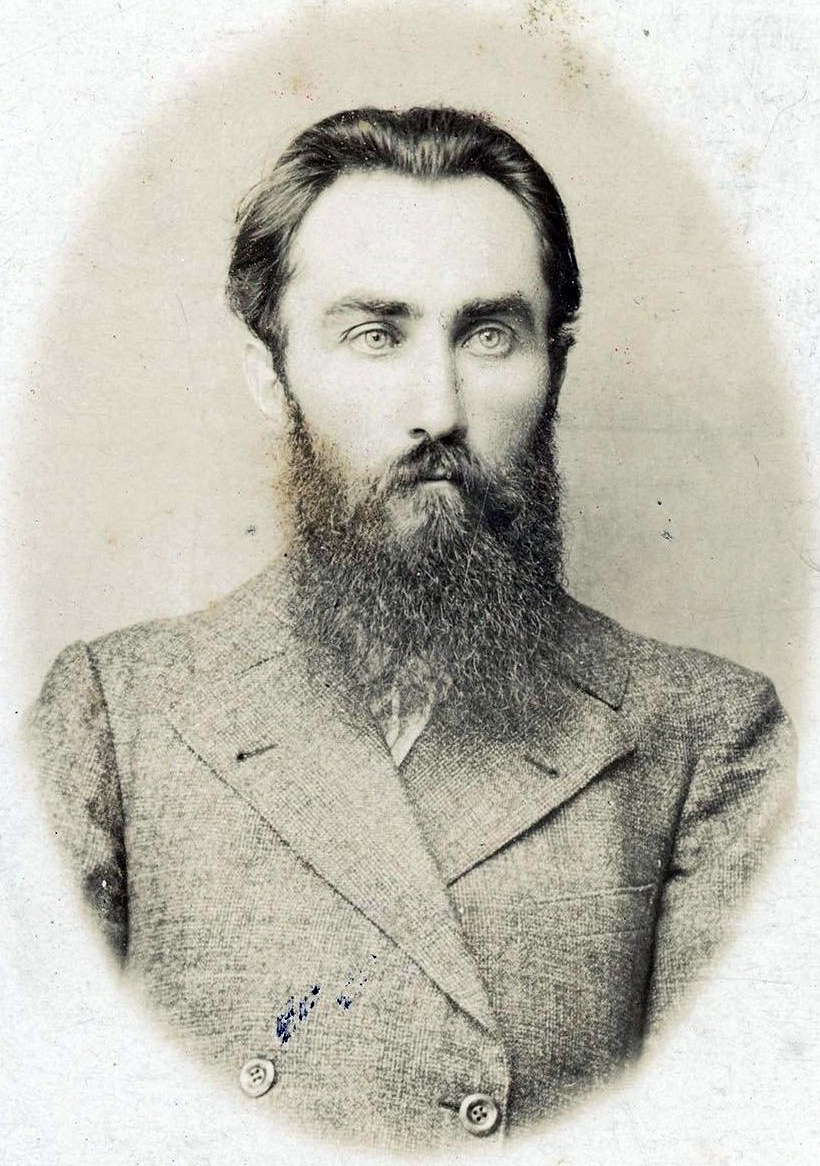
Pavlo Hrabovskyï

En 1888, à l'âge de 25 ans, lors d'un séjour dans une prison de Moscou Nadejda fait connaissance avec un jeune poète révolutionnaire ukrainien, Pavlo Hrabovskyï également condamné pour ses activités révolutionnaires. Ils s'éprennent l'un de l'autre, avant d'être séparé dans des prisons différentes, Nadejda dans la prison pour femmes de la Kara et Pavlo dans le gouvernement d'Irkoutsk. Son amour pour Nadejda Siguida inspire à Pavlo Hrabovskyï des nombreux poèmes lyriques, et il lui dédie son premier recueil Perce-neige («Подснежник») et au total 18 poèmes, dont celui-ci, À N. K. S. :
Такої певної, святої,

Такої рідної, як ти, 

Такої щирої, простої, — 

Вже більше, мабуть, не знайти

Таку не часто скинеш оком, 

Такою тільки що марить... 

А раз зустрінеш ненароком–

Навіки долю озорить!
Pavlo Hrabovskyï l'appelait son étoile claire, sa muse, sa sœur. Il est enterré avec une mèche de ses cheveux.